# 3648 Raffinetti
3648 Raffinetti је астероид главног астероидног појаса чија средња удаљеност од Сунца износи 2,415 астрономских јединица (АЈ).
Апсолутна магнитуда астероида је 13,0.